# Бартон, Джои
Джо́зеф Э́нтони (Джо́и) Ба́ртон (англ. Joseph Anthony "Joey" Barton; род. 2 сентября 1982[…], Хайтон, Мерсисайд) — английский футболист, полузащитник. Тренер.

## Клубная карьера

### Ранняя карьера
Джои Бартон мечтал стать профессиональным футболистом, присоединившись к молодёжной системе «Эвертона» в возрасте 14 лет. Джои попал на просмотр в матче против «Ноттингем Форест» и был забракован под предлогом того, что он слишком маленький, чтобы стать футболистом. Бартон сказал, что это решение тренеров только сделало его более полным решимости преуспеть как футболист и доказать им, что они ошибались. В итоге юный Джои оказался в системе «Манчестер Сити». Впервые он начал выступление за юношескую команду клуба в 1999 году и с тех пор регулярно играл на уровне академии в течение трёх лет. Его первое появление во втором составе произошло в конце сезона 2000/01. Клуб всё ещё сомневался в перспективах Бартона и планировал отпустить его. Но эти планы были пересмотрены, и перед самым закрытием сезона Бартону был предложен первый профессиональный контракт. За следующие два года он успешно сделал переход от игрока молодёжного состава до регулярно выступающего за резервную команду. И в сезоне 2002/03 он уже оказался в первой команде.

### «Манчестер Сити»
В сезоне 2002/03 Бартон дебютировал в основе манчестерского клуба, сыграв в семи последних матчах сезона. Дебют мог бы состояться на полгода раньше, но, когда в ноябрьском матче против «Мидлсбро» Кевин Киган решил выпустить Бартона на поле, выяснилось, что тот потерял свою футболку (по всей видимости, кто-то стащил её в перерыве).
В последующие 4 сезона полузащитник являлся твёрдым игроком основы «Сити», несмотря на то, что вспыльчивый характер Бартона частенько подводил команду. В сезоне 2003/04 Джои умудрился получить красную карточку во время перерыва, когда попытался разобраться с арбитром встречи. Несмотря на удаление, «горожане», уступавшие к перерыву 0:3, умудрились довести матч до победы 4:3. В том же сезоне, в апреле 2004 года, Бартон в гневе покинул расположение команды, не попав в заявку на один из матчей. Несмотря на подобные выходки, полузащитник провёл в том сезоне 39 игр за «Сити», в которых, помимо упомянутой красной карточки, заработал ещё 9 жёлтых, забил один гол и был назван лучшим молодым игроком клуба.
В сезоне 2004/05 Джои продолжил завоёвывать сомнительный титул главного enfant terrible английского футбола. В июле подкат Бартона в товарищеском матче против «Донкастера» стал причиной массовой потасовки, а в декабре того же года полузащитник чуть не был изгнан из клуба, когда во время рождественской вечеринки ткнул зажжённой сигаретой в глаз молодому игроку «Сити», который пытался поджечь его рубашку. Однако, принеся извинения, Бартон отделался лишь внушительным штрафом.
Летом 2005 года Бартон вновь попал на страницы газет — во время предсезонного турнира в Таиланде он был спровоцирован молодым болельщиком «Эвертона», и лишь вмешательство капитана команды Ричарда Данна предотвратило драку. Бартон был тут же отправлен домой, оштрафован на 120 тыс. фунтов и вынужден пройти специальные семидневные курсы по обузданию темперамента в одной из спортивных клиник. В январе 2006 года Бартон в письменной форме потребовал выставить его на трансфер, однако тренер команды Стюарт Пирс верил в игрока и ответил категорическим отказом. Через некоторое время Бартон признался, что был неправ, и подписал с клубом новый контракт на 4 года.
Казалось, что Джои удалось справиться с собой, однако сезон 2006/07 он начал в привычном ключе, показав голый зад фанатам «Эвертона», после того как «Сити» удалось сравнять счёт в матче на «Гудисон Парк». В этом эпизоде полузащитник избежал серьёзных санкций и был лишь оштрафован на 2 тыс. фунтов Футбольной ассоциацией. Зимой 2007 года пошли слухи, что Бартон может покинуть клуб, однако сам игрок заявил, что счастлив в «Сити» и никуда переходить не собирается. В апреле 2007 года Бартон публично раскритиковал выступление своей команды и сказал, что некоторые игроки не соответствуют уровню клуба. После этого Стюарт Пирс запретил смутьяну общаться с прессой. А неделю спустя Бартон, что называется, перегнул палку, избив на тренировке своего одноклубника Усмана Дабо. Французу пришлось отправиться в госпиталь, а англичанина клуб отстранил от игр до конца сезона.

### «Ньюкасл Юнайтед»
Получив предложения от «Ньюкасл Юнайтед» и «Вест Хэм Юнайтед», Бартон выбрал «Ньюкасл». И 14 июня 2007 года за 5,8 миллионов фунтов он перешёл в стан «сорок». Полузащитник объяснил своё решение желанием выигрывать трофеи и уважением к Сэму Эллардайсу, который руководил в то время «Ньюкаслом». Переговоры о заключении контракта затянулись из-за того, что «Манчестер Сити» отказался выплачивать Бартону 300 000 фунтов, на которые он претендовал в случае, если клуб захочет его продать. «Ньюкасл Юнайтед», следовательно, поднял их первоначальное предложение с 5,5 миллионов до 5,8. Тем самым выплатив за «горожан» те самые 300 тысяч фунтов. Джои дебютировал за новую команду 17 июля 2007 года в товарищеской игре против «Хартлпул Юнайтед». Четыре дня спустя в товарищеском матче против «Карлайл Юнайтед» он получил перелом плюсневой кости левой стопы и выбыл из строя на 2 месяца. Дебют за «Ньюкасл» в Премьер-лиге состоялся 22 октября 2007 года. В победном матче против «Тоттенхэм Хотспур», завершившимся со счётом 3:1, он вышел на замену во втором тайме. Всего в сезоне 2007/08 Бартон провёл 23 игры, забив один гол.
В 2008 году должен был отбыть шестимесячный тюремный срок, к которому был приговорён 20 мая 2008 года. Предполагалось, что Бартон отсидит в тюрьме только два месяца и будет выпущен досрочно, но в итоге судьи отказались освободить игрока раньше срока. Однако футболист появился на поле уже в матче третьего тура чемпионата Англии.

### Дальнейшая карьера
В конце августа 2011 года Джои Бартон на правах свободного агента перешёл в «Куинз Парк Рейнджерс». Уход Бартона вызван тем, что он раскритиковал руководство «Ньюкасла» по поводу трансферной политики клуба, связанной с продажей капитана клуба Кевина Нолана. 13 мая 2012 года в матче против «Манчестер Сити» получил красную карточку за то, что ударил локтем Карлоса Тевеса, Серхио Агуэро и чуть ли не схлестнулся с Марио Балотелли. Футбольной Ассоциацией Англии был дисквалифицирован на 12 (4+8) матчей и оштрафован на £ 75 тыс.
В августе 2012 года Джои Бартон перешёл в «Олимпик Марсель». В обратном направлении последовал полузащитник Стефан Мбиа.
27 августа 2015 года на правах свободного агента перешёл в английский «Бёрнли», подписав годичный контракт. Вместе с «Бёрнли» выиграл Чемпионшип сезона 2015/16, но не стал продлевать контракт, чтобы играть в Премьер-лиге.
24 мая 2016 года на правах свободного агента перешёл в «Рейнджерс», который вернулся в высший шотландский дивизион по итогам сезона 2015/16.
В декабре 2016 года FA предъявила обвинения полузащитнику Джо Бартону, который с января 2017 года снова будет выступать за «Бернли», касательно его 1260 ставок на футбольные матчи в букмекерских конторах.
2 января 2017 года, несмотря на запрет ФА, однако «Бернли» всё равно предложил ветерану контракт до конца сезона. 14 января 2017 года Бартон отметил своё чемпионское возвращение голом, выйдя на замену на 73-й минуте против «Саутгемптона» через пять минут.

## Достижения
- Победитель Чемпионшипа (2): 2009/10, 2015/16

## Личная жизнь

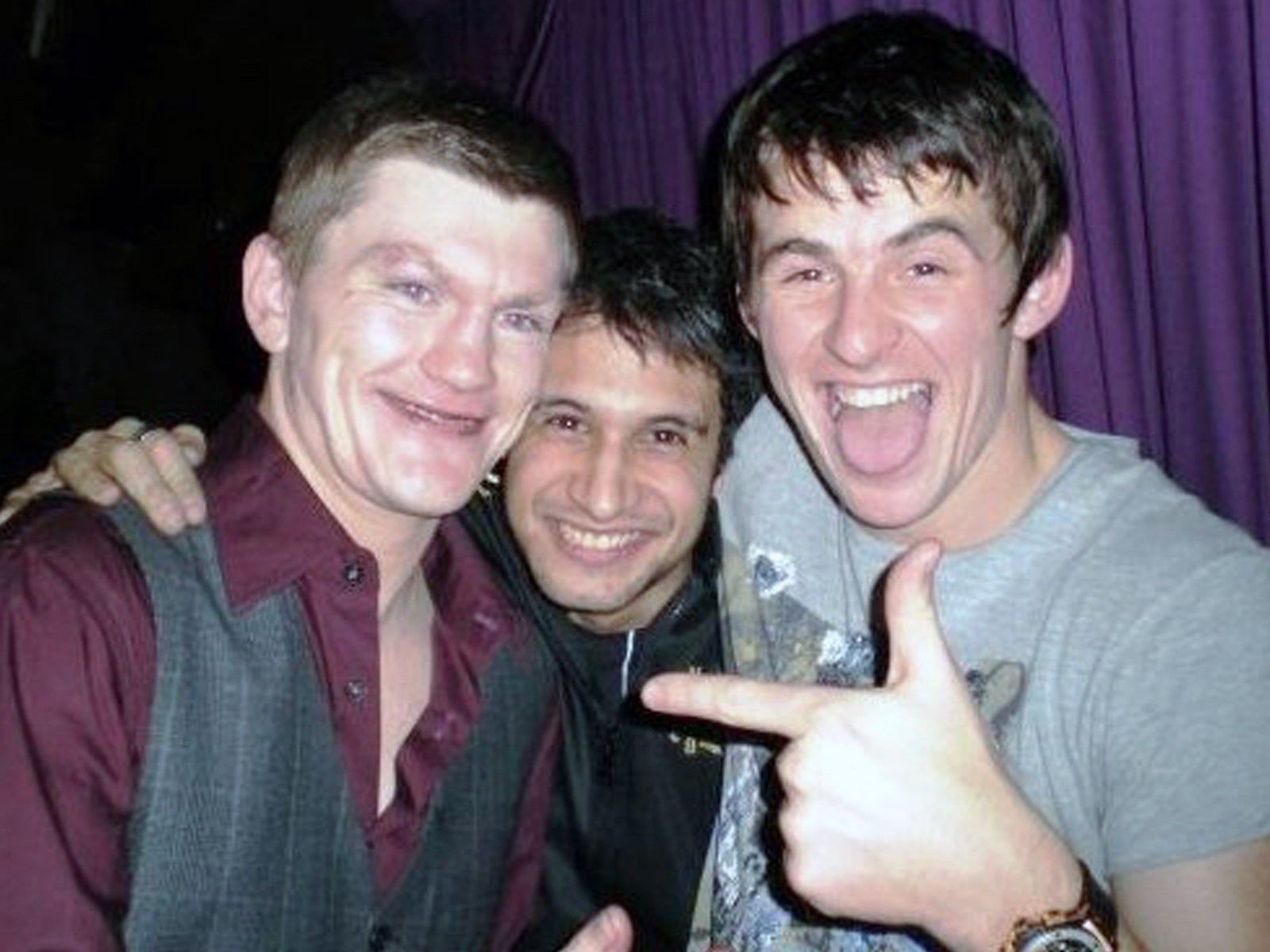
Бартон (справа) и Рикки Хаттон (слева) в ночном клубе Ньюкасла в 2010 году

Брат Джои, Майкл Бартон, был приговорён к пожизненному заключению за участие в убийстве на расовых разногласиях Энтони Уокера в 2005 году. Джои публично обратился к брату с призывом помочь полиции в расследовании, а также сделал ряд обращений к Майклу, спрашивая о его причастности к этому инциденту.
28 декабря 2011 года Бартон стал отцом. Его девушка, Джорджия МакНил, родила ему сына, названного Кассиус. 6 июня 2014 года МакНил родила второго ребёнка, дочь Пьету.
Джои хороший друг боксёра Рикки Хаттона и поддерживал его в некоторых боях, а также тренировался с ним. Он также является другом бывшего участника группы «Oasis» Ноэла Галлахера. Бартон является совладельцем скаковой лошади Crying Lightning (названной в честь песни «Arctic Monkeys») с другим футболистом Клаудио Писарро. Джои известен своей любовью к манчестерской группе «The Smiths», называя её лидера, Моррисси, своим кумиром. Бартон появился в музыкальном клипе Моррисси «Spent the Day in Bed».
Бартон — известный пользователь твиттера, с более чем тремя миллионами подписчиков по состоянию на октябрь 2016 года. За его твиты BBC назвала его «философский спортсмен, способный соперничать с Эриком Кантоной в его расцвете». Элли Мэй О’Хаган из «The Guardian» прокомментировала, что «проблема не в том, что Бартон является исправившимся персонажем, а в том, что нельзя быть одновременно философом и жестоким: что цитирование философии должно автоматически восприниматься как знак реформации… В моём разуме всё это сводится к классу снобизма. Понятно, что у Бартона есть сильные тенденции, потому что он человек рабочего класса, который решил играть в футбол ради жизни. Поэтому, когда он показывает признаки интеллекта, он рассматривается как знак реформы: интеллект является заповедником джентльменских средних классов».
30 января 2012 года в телевизионной программе на BBC Three Бартон изложил свои убеждения в поддержку прав геев, обсудив с ведущей Амал Фашану, племянницей Джастина Фашану, единственного открытого гея-футболиста в Англии. Он описал отсутствие открытых гей-игроков в английском футболе как «тема, которая очень близка моему сердцу», так как его дядя гей. Он заявил о своей вере в то, что в ближайшие 10 лет появятся открытые геи-футболисты, выразил свой страх, что «некоторые менеджеры… будут дискриминировать этих людей», и надежду на то, чтобы наследие его поколения «помогло изменить к лучшему не только игру и команды, в которых они играли, но также изменить культуру, общество и футбольные клубы».
29 мая 2014 года Бартон появился в дискуссионной программе BBC от Партии независимости Соединённого Королевства.
В статье, написанной в «The Independent» в феврале 2015 года, Бартон заявил, что: «Если бы я был премьер-министром, я бы приватизировал религию. Все государственные деньги были бы сняты с религии. Деньги налогоплательщиков перестанут спонсировать религию в любой форме». Он сказал, что Церковь Англии должна быть ликвидирована. В апреле того же года он был назначен почётным помощником Национального светского общества.
В июне 2016 года Бартон поддержал лидера лейбористской партии Джереми Корбина после массовых отставок его кабинета и проблем руководства.

### Благотворительная деятельность
Бартон является покровителем благотворительного фонда поддержки людей, у которых есть проблемы с наркоманией «Tamsin Gulvin». На эту роль его назначил Тони Адамс, который был впечатлён отношением Джои во время его участия в программе «Sporting Chance Clinic». Она является частью кампании «Get Hooked on Fishing», призванной удержать детей от неприятностей, побуждая их заняться рыбной ловлей. Он также принял участие в знаменитом благотворительном турнире по крикету, чтобы помочь финансировать новую детскую реабилитационную группу в больнице Манчестера. В 2011 году он начал писать регулярную колонку в уличной газете «The Big Issue», продаваемой бездомными.

### Подкаст
В январе 2018 года он основал подкаст под названием «The Edge»: «Это шоу, целью которого является изучение уникального таланта и случайного мрака, который стимулирует элитарную деятельность в мире спорта, политики и музыки. […] Каждый эпизод будет рассказывать истории, успехи и неудачи самых больших имён в стране, когда мы отрываем слои своей психики, чтобы лучше понять, что их подталкивает — а иногда и выходим за её пределы».